# Flogny-la-Chapelle
Flogny-la-Chapelle ist eine französische Gemeinde mit 947 Einwohnern (Stand: 1. Januar 2022) im Département Yonne in der Region Bourgogne-Franche-Comté. Sie gehört zum Arrondissement Avallon, zum Kanton Tonnerrois (bis 2015: Kanton Flogny-la-Chapelle) und zum Gemeindeverband Le Tonnerrois en Bourgogne. Die Bewohner nennen sich selbst Capello-Floviniens.

## Geografie
Flogny-la-Chapelle liegt etwa 28 Kilometer nordöstlich von Auxerre am Armançon und am Canal de Bourgogne. Umgeben wird Flogny-la-Chapelle von den Nachbargemeinden Les Croûtes im Norden, Chessy-les-Prés im Nordosten, Marolles-sous-Lignières im Osten, Bernouil und Dyé im Süden, Carisey im Südwesten, Villiers-Vineux im Westen und Südwesten sowie Percey im Westen.

## Bevölkerungsentwicklung
| Jahr                      | 1962 | 1968 | 1975 | 1982 | 1990 | 1999 | 2006 | 2013 |
| Einwohner                 | 410  | 473  | 1137 | 1082 | 1070 | 1099 | 1010 | 1023 |
| Quelle: Cassini und INSEE |      |      |      |      |      |      |      |      |

## Sehenswürdigkeiten

Kirche Saint-Léger

- Kirche Saint-Léger
- Kirche Saint-Hubert
- alte Käserei